# Alexandre Goutchkov
Alexandre Ivanovitch Goutchkov (en russe : Александр Иванович Гучков ; Moscou, 27 octobre 1863 - Paris 16e, 14 février 1936) a été le chef de file du mouvement octobriste, à la fin du règne de Nicolas II, et le ministre de la Guerre et de la Marine du premier gouvernement provisoire, après la révolution de Février 1917.

## Origines
Alexandre Goutchkov est arrière-petit-fils d’un serf, Fédor, qui s'est amassé un pécule pour se racheter à son maître puis a fondé une petite manufacture de laine à Préobrajenskoïé. Son grand-père, Efim, qui deviendra maire de Moscou, lui a succédé à la tête de l'entreprise et a su la faire prospérer. Son père, Ivan, a épousé une Française, Coralie Vacquier, de qui il a eu cinq fils : l'aîné, Nicolas, futur maire de Moscou, Fédor, Alexandre, Constantin et Victor. Ils parlaient couramment le français, comme toute l'élite intellectuelle russe de l'époque.
Alexandre Goutchkov étudie à l'université de Moscou en philosophie et en économie puis part en Allemagne parfaire sa formation où il séjourne cinq ans. En 1888, il est juge de paix honoraire à Moscou et, en 1893, devient membre du Comité exécutif de la ville. Lors de la Grande famine de l'époque, il se rend dans le gouvernement de Nijni Novgorod où il est secrétaire de canton. À la fin des années 1890, il est officier attaché à la garde du Transsibérien à l'occasion de sa construction.
En 1899, lors de la seconde guerre des Boers, lui et son frère Fédor s'engagent comme volontaires pour les rebelles du Transvaal. En 1902, il est également volontaire pour aider des tchetniks macédoniens lors de leur soulèvement contre les Turcs. Enfin, en 1904, il devient délégué de la Croix-Rouge en Extrême-Orient, à l'occasion de la guerre russo-japonaise.

## La Révolution de 1905
Peu après son retour à Moscou, au printemps 1905, la ville le nomme délégué à la conférence des zemstvos qui doit avoir lieu en juin à Saint-Pétersbourg. Il est frappé par l'ambiance révolutionnaire qui y règne mais adopte par la suite une position ambiguë face à la Révolution. Lors d'une rencontre avec Nicolas II, il lui conseille de rester ferme face au mouvement puis, durant l'été, il s'allie au centriste Dimitri Chipov, à l'occasion d'une réunion d'un comité chargé d'élaborer un projet de Douma, afin d'unir leurs forces pour demander l'instauration d'un scrutin national.
En octobre, le Manifeste du tsar, demandé par Serge Witte, annonce la prochaine création d'une Douma d'État élue par la population. Goutchkov commence par la condamner et refuse de participer au gouvernement de Witte car, selon lui, la majorité appartient à la gauche. C'est donc à elle que Witte doit s'adresser pour le former, afin d'assurer sa légitimité.
En novembre, il fonde avec Chipov le Mouvement octobriste, en l'honneur du Manifeste d'Octobre qu'il a finalement décidé d'approuver. Il critique les mouvements de gauche et les accuse de fomenter la violence et de préconiser des assassinats politiques pour arriver à leurs fins. Il ne fait cependant pas confiance au régime car il le soupçonne de vouloir abroger la nouvelle Constitution.
Le Mouvement octobriste n'est pas un parti politique mais l'union de plusieurs partis du centre qui désirent l'instauration d'une véritable monarchie constitutionnelle à la britannique.

## Président des Octobristes
En avril 1906, le mouvement subit une défaite écrasante lors des élections de la Première Douma. Chipov et Goutchkov eux-mêmes ne sont pas élus, et Chipov préfère se retirer, cédant à son ami la présidence de l'Union.
Goutchkov commence par approuver la politique de Stolypine, entre autres les amendements concernant le droit de vote. À l'automne 1907, les Octobristes sont les grands gagnants des élections devant choisir les représentants de la Troisième Douma. Goutchkov est choisi président de la Chambre et Stolypine décide de le nommer à la tête de la Commission de la Défense nationale, chargée d'étudier les carences de l'administration militaire.
Craignant les critiques de la minorité de gauche à la Chambre, Goutchkov commence cependant à blâmer les méthodes de gouvernement de Stolypine, se mettant définitivement à dos le tsar lui-même. Ses attaques deviennent de plus en plus incisives au cours des années et prennent un tour carrément brutales, en 1912, lorsqu'il répand dans Saint-Pétersbourg des copies ronéotypées de lettres de la tsarine et de ses filles à Raspoutine. Il accuse d'ailleurs celui-ci d'appartenir à la secte des khlysts.
Les Octobristes subissent cependant une défaite lors des élections de la Quatrième Douma à l'automne 1912, son chef ayant été critiqué tant par la droite que par la gauche. En novembre 1913, il convoque une conférence de l'Union et tente de faire adopter un virage à gauche, refusé par la majorité des délégués. Goutchkov doit alors quitter la présidence de l'Union et, avec une vingtaine d'Octobristes, fonde le Parti progressiste.
En 1914, il se prononce pour la guerre à outrances. Il s'engage dans l'armée comme délégué de la Croix-Rouge mais manque d'être encerclé par les Allemands à Lodz. Revenu à Petrograd, il accuse le ministre de la Guerre, le général Soukhomlinov, d'être responsable des défaites et demande son renvoi. Au cours de l'année 1915, il ne cesse de l'attaquer en Chambre, le traitant ouvertement de corrompu et d'incompétent. Les catastrophes militaires de 1915 emmènent finalement son limogeage et son remplacement par le général Polivanov, un ami de Goutchkov qui compte sur lui pour lui confier certains secrets d'État qui pourraient lui servir.

## Le ministre de la Guerre
La révolution de Février 1917 amène, à la suite des émeutes dans les rues de la capitale, la création de deux pouvoirs parallèles, le Soviet des ouvriers et des soldats et le Gouvernement provisoire, présidé par le prince Georges Lvov. Goutchkov est nommé ministre de la Guerre et de la Marine et son ami Paul Milioukov ministre des Affaires étrangères. Dès sa création, le Gouvernement est déjà divisé : Goutchkov et Milioukov désirent la suppression à moyen terme du Soviet, alors que les ministres de gauche que ce même Soviet a imposé (Alexandre Kerensky, Nikolaï Nekrassov) veulent son maintien.
La première mission de Goutchkov est d'obtenir l'abdication de Nicolas II auquel succèderait le tsarévitch Alexis. Le 15 mars, accompagné du député de droite, Vassili Choulguine (en), il se rend à Pskov où est garé le train impérial. Nicolas II signe son acte d'abdication, de même que le renoncement d'Alexis au trône. Goutchkov, qui désire le maintien de la monarchie, tente alors de convaincre le successeur désigné, le grand-duc Michel, frère de Nicolas II, de ne pas renoncer à la Couronne. Mais Kerenski, qui souhaite l'instauration d'une république, est plus convaincant que lui. Le 16 mars, Michel abdique à son tour.
Au cours des deux mois suivants, le pouvoir de Goutchkov est paralysé par le Soviet, trop puissant pour que le Gouvernement provisoire puisse s'opposer efficacement à lui. En mai, Milioukov doit démissionner après avoir déclaré que la Russie se devait d'honorer ses obligations militaires. Complètement isolé au milieu de ministres hostiles, Goutchkov démissionne à son tour.

## Émigration
À la suite de la prise du pouvoir par Lénine, Goutchkov émigre dans un premier temps en Allemagne, puis plus tard en France. 
En 1921 il est victime d'une agression à Berlin par Sergueï Taboritsky qui le frappe à coups de parapluie.
Il meurt à Paris le 14 février 1936.

## Sources
- Alexandre Soljenitsyne, Novembre seize, Fayard, 1985
- Hélène Carrère d'Encausse, Nicolas II, Fayard, 1996
- Józef Mackiewicz (en) (1902-1985), écrivain polonais, L'affaire du colonel Miassoïedov (1962), roman